# Elezioni presidenziali in Niger del 1996
Le elezioni presidenziali in Niger del 1996 si tennero il 7 e 8 luglio.

## Risultati
| Candidati                  | Partiti                                                             | Voti      | %     |
| -------------------------- | ------------------------------------------------------------------- | --------- | ----- |
| Ibrahim Baré Maïnassara    | Unione Nazionale degli Indipendenti per il Rinnovamento Democratico | 1 262 308 | 52,22 |
| Mahamane Ousmane           | Convenzione Democratica e Sociale                                   | 477 431   | 19,75 |
| Mamadou Tandja             | Movimento Nazionale per la Società dello Sviluppo                   | 378 322   | 15,65 |
| Mahamadou Issoufou         | Partito Nigerino per la Democrazia e il Socialismo                  | 183 826   | 7,60  |
| Moumouni Adamou Djermakoye | Alleanza Nigerina per la Democrazia e il Progresso                  | 115 302   | 4,77  |
| Totale                     | Totale                                                              | 2 417 189 | 100   |